# Маркус, Кен
Кен Маркус (англ. Ken Marcus; 2 октября 1946, Голливуд, Калифорния, США) — американский фотограф, известный своей гламурной фотографией в мужских журналах Penthouse и Playboy.

## Карьера
На протяжении свыше 30 лет он создал сотни фотоальбомов, редакционных материалов, обложек альбомов и рекламы. Его работы показана в галереях, опубликованных в книгах и журналах. Он был художником-резидентом в музее Йосемитского национального парка. Маркус также читает лекции и проводит семинары на международном уровне. У него есть свой сайт, посвящённый БДСМ.
Также известен своими портретами знаменитостей, среди которых Карим Абдул-Джаббар, Вирджиния Мэдсен и Том Арнольд.

## Награды
- Award of Distinctive Merit at the Art Directors Club Annual Awards (1973)
- Editorial Award for Photography by Playboy Magazine (1980)
- Editorial Award for Photography by Playboy Magazine (1981)
- Best Photography — Studio at the Academy of Bodybuilding and Fitness Awards (1992)
- Publisher’s Choice Award by Adult Stars Magazine (2001)
- Best Bondage Photographer by The Bondage Awards (2010)